# تومويوكي يوشينو
تومويوكي يوشينو (باليابانية: 吉野 智行) (9 يوليو 1980 في تايتو في اليابان – )؛ هو لاعب كرة قدم ياباني سابق كان يلعب كلاعب وسط.

## وصلات خارجية
- تومويوكي يوشينو على موقع رابطة كرة القدم اليابانية للمحترفين (اليابانية)
- تومويوكي يوشينو على موقع قاعدة بيانات كرة القدم.إي يو (الإنجليزية)
- تومويوكي يوشينو على موقع Soccerway.com (الإنجليزية)
- تومويوكي يوشينو على موقع عالم كرة القدم.نت (الإنجليزية)